# Bredhi i Drenovës nationalpark
Bredhi i Drenovës nationalpark (på albanska Parku Kombëtar Bredhi i Drenovës) är en nationalpark nära Korça i östra Albanien, med en yta på 10,3 kvadratkilometer.
Nationalparken ligger i området kring Balkanhalvöns blandskogar och den terrestriska ekoregionen i Dinariska alpernas blandskogar i palearktiska regionens tempererade lövskogar och blandade biom, dominerad av silvergran. De olika skilda morfologiska, klimatiska och hydrologiska förhållandena har gynnat bildningen av en mängd olika geologiska särdrag i regionen. Nationalparken är värd för många klippformationer, såsom Guri i Capit, Piramidat e Tokës së Zhombrit och Shpella e Trenit, men också för många sjöar som Liqenet e Lenies och karster.